# Écoute (sculpture)
Pour les articles homonymes, voir Écoute.
Écoute est une œuvre de l'artiste français Henri de Miller située à Paris, en France. Il s'agit d'une sculpture en grès conçue en 1986 et disposée place René-Cassin, dans le Jardin Nelson-Mandela, près de l'église Saint-Eustache.

## Description
L'œuvre prend la forme d'une sculpture en grès représentant une tête d'homme allongé et appuyée sur sa main. Elle est posée à même le sol de la place. La statue est signée sur un côté : « Henri de Miller 1986 ».

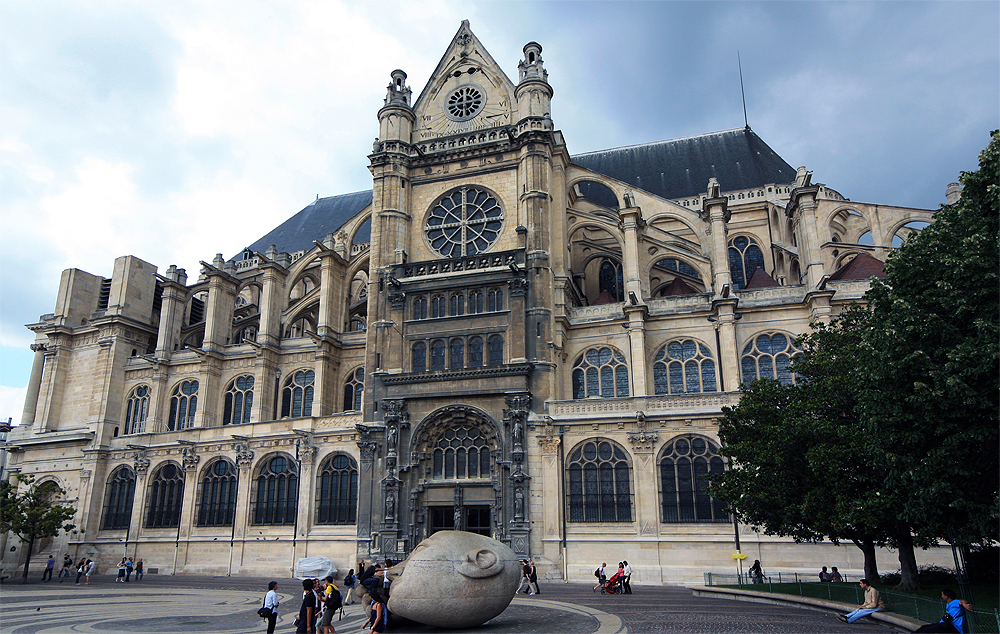
L'œuvre devant l'église Saint-Eustache.

## Histoire
L'œuvre est commandée à de Miller pour le forum des Halles en 1986,. La sculpture est installée en bordure nord du jardin des Halles, sur la place René-Cassin, devant l'église Saint-Eustache. À proximité est alors situé un cadran solaire à fibres optiques également réalisé par Henri de Miller.
En 2013, à la suite du réaménagement du jardin des Halles qui devient le jardin Nelson Mandela, l'orientation de la sculpture est légèrement changée, et le cadran solaire à fibres optiques est retiré.

## Représentation dans la culture
Une scène du film La Haine de Mathieu Kassovitz mettant en scène Vincent Cassel, Hubert Koundé et Saïd Taghmaoui a été tournée à proximité de la sculpture.